# Christopher Benjamin
Pour les articles homonymes, voir Benjamin.
Christopher Benjamin est un acteur britannique né le 27 décembre 1934 à Trowbridge (Wiltshire, Angleterre) et mort le 10 janvier 2025.

## Biographie
Christopher Benjamin naît le 27 décembre 1934 à Trowbridge dans le Wiltshire (Angleterre).
Jeune, Christopher a joué dans de nombreux feuilletons télévisés, dont La Dynastie des Forsyte en 1967, Destination Danger et Le Prisonnier où il jouait le même personnage (Potter).
Il fit des apparitions dans trois épisodes de Chapeau melon et Bottes de cuir (The Avengers) et trois de Doctor Who (en 1970, 1977 et 2008). Il joua le rôle de Sir William Lucas dans Orgueil et Préjugés, la série tournée en 1995 pour la BBC.
Cependant, avant tout comédien, il a joué avec la Royal Shakespeare Company depuis 1978 et au Théâtre en plein air de Regents Park en 2004 (Henry IV Part I et A Midsummer's Night Dream). Il a été Falstaff, le personnage principal de The Merry Wives of Windsor au Shakespeare's Globe du 17 juin au 5 octobre 2008.
Entre 2020 et 2021, il a été le narrateur de la série Jago & Litefoot pendant 55 épisodes.
Christopher Benjamin meurt le 10 janvier 2025 à l’âge de 90 ans.

## Filmographie

### Au cinéma
- 1968 : Opération fric (Sette volte sette) de Michele Lupo
- 1969 : Ring of Bright Water de Jack Couffer
- 1982 : The Plague Dogs de Martin Rosen : Rowf
- 2016 : Tarzan : Lord Knutsford

### À la télévision
- 1965 : Destination Danger
- 1966 : Chapeau melon et bottes de cuir, épisode Comment réussir un assassinat : J. J. Hooter
- 1967 : Chapeau melon et bottes de cuir, épisode Interférences : Whittle
- 1967 : Le Prisonnier, épisode La Mort en Marche : Potter
- 1968 : Chapeau melon et bottes de cuir, épisode Double personnalité : Swindin
- 1970 : Doctor Who, épisode Inferno de Douglas Camfield et Barry Letts : Sir Keith Gold
- 1977 : Doctor Who, épisode The Talons of Weng-Chiang de David Maloney : Henry Gordon Jago
- 1979-1980 : Dick le rebelle, 14 épisodes : Sir John Glutton
- 1987 : Casanova de Simon Langton
- 1995 : Orgueil et Préjugés de Simon Langton : Sir William Lucas
- 2008 : Doctor Who, épisode Agatha Christie mène l'enquête de Graeme Harper : le colonel Hugh Curbishley